# Cyrtodactylus sadleiri
Cyrtodactylus sadleiri este o specie de șopârle din genul Cyrtodactylus, familia Gekkonidae, ordinul Squamata, descrisă de Wells și Wellington 1985. Conform Catalogue of Life specia Cyrtodactylus sadleiri nu are subspecii cunoscute.